# María Pilar Lamarque
María del Pilar Lamarque Sánchez (Zaragoza, 1903 - Madrid, 15 de noviembre de 1993) fue una bibliotecaria y archivera española. Organizó con otras compañeras de profesión la Primera Exposición de Bibliotecas infantiles de España en 1933, y fue una de las fundadoras de la Sociedad para el Fomento de Bibliotecas, Archivos y Museos en 1934. 

## Trayectoria
Lamarque fue hija de Delfina Sánchez Fairén y de Gaspar Lamarque. Se matriculó en la facultad de Filosofía y Letras de la Universidad de Zaragoza en 1917. Finalizó sus estudios en 1920 y obtuvo su título de grado el 5 de junio de ese mismo año. Durante ese espacio de tiempo, residió en el domicilio del político y jurista Juan Moneva y Puyol, presidente del Estudio de Filología Aragonesa y Catedrático de Derecho Canónico de la Universidad de Zaragoza, de cuya hija María Pilar Moneva era muy amiga.
En 1920, Lamarque se incorporó al Estudio de Filología Aragonesa, patrocinado por la Diputación de Aragón, y cuyo objetivo era potenciar el estudio de la lexicografía aragonesa. Dos años después, en 1922, aprobó la oposición al Cuerpo Facultativo de Archiveros, Bibliotecarios y Arqueólogos junto con la filóloga y lexicógrafa María Moliner. En 1928, se produjo su ascenso a funcionaria de primera clase, y se integró en el Seminario de Biblioteconomía con sede en la Biblioteca de la Universidad de Madrid. En 1933, organizó, junto con las archiveras y bibliotecarias Juana Capdevielle, Enriqueta Martín Ortiz de la Tabla y Juana Quílez Martí, la Primera Exposición de Bibliotecas infantiles de España, que tuvo lugar en el Círculo de Bellas Artes de Madrid y ese verano participó como bibliotecaria en el Crucero Universitario por el Mediterráneo. 
Además, fue una de las fundadoras de la Sociedad para el Fomento de Bibliotecas, Archivos y Museos en 1934 y, como tal, asistió al Congreso Internacional de Bibliotecas y Bibliografía celebrado en 1935.
Con el estallido de la Guerra civil española, Lamarque prestó adhesión al bando golpista el 2 de septiembre de 1936 ante el Comandante Militar de Pontevedra. Pese a ello, sufrió un expediente de depuración sin que supusiera la separación del servicio. Desde ese momento, desempeñó sus actividades como facultativa en la Biblioteca Provincial de Pontevedra, en el Archivo Histórico Provincial de Zaragoza, en la Audiencia de Zaragoza y en la Biblioteca del Instituto Femenino Miguel Servet de Zaragoza.
Lamarque no fue ascendida durante el transcurso del conflicto. A pesar de ser confirmada en su cargo el 2 de febrero de 1940, fue encausada en un nuevo proceso de revisión del expediente atendiendo a un pliego de cargos basado en su consideración como elemento de izquierdas, y en la benevolencia con la que aparece en la documentación republicana. Sin embargo, su carrera profesional prosiguió en diversos centros de Castilla y Andalucía, volviendo en 1965 a su destino en la Biblioteca Nacional de España, en el que permaneció hasta su jubilación.
Falleció en Madrid el 15 de noviembre de 1993.